# Seznam slovenskih pop skupin
Seznam slovenskih pop skupin.

## 0 - 9
- 1x Band
- 12. Nadstropje
- 12. Nasprotje
- 4 Fun

## A
- Agropop
- Adi Smolar
- Amigos
- Amor
- Atlantik
- Aurora
- Avantura
- Avia band
- Ana Pupedan

## B
- Babilon
- Bazar
- BBT
- Bele vrane
- Bepop
- Big Ben
- Black & White
- Botri
- Big Foot Mama
- B27[1]

## C
- Casanova
- California
- Chateau
- Chorus
- Cimet
- Classic
- Cmok

## Č
- Čudežna polja
- Čuki

## D
- Dan D
- D`Kwaschen Retashy
- Dekameroni
- Deliali
- Dežur
- Division
- Don Juan
- Drinkers
- Drobovina
- Društvo mrtvih pesnikov
- Demolition Group

## E
- Elevators
- E.V.A.

## F
- Faraoni
- Flirt
- Flora & Paris
- Folkrola
- F+
- Foxy Teens

## G
- Gamsi
- Generacija 69
- Gu-Gu
- Game Over

## H
- Halo
- Hazard
- Horizont
- Helioni
- Hiša
- Hidden View
- Hudobni Volk

## I
- Izvir

## J
- Jastrebi
- Jet Black Diamonds
- Johnny bravo
- Juhej in Vuhmepiš

## K
- Kalamari
- Kameleoni
- Kantor
- Kingston
- Katrinas
- Komet
- Kri

## L
- Lačni Franz
- Langa
- Leteči potepuhi
- Lombardo

## M
- Magnet
- Mambo Kings
- Manouche
- Metulj
- Mlada langa
- Mlada pot
- Mladi levi
- Moulin Rouge
- Monroe

## N
- Napoleon
- Nočni skok
- Nova legija
- Nova Pot
- Nude
- Na Lepem Prijazni

## O
- Objem
- Obvezna smer
- Orlek
- Oko

## P
- Panda
- Prizma
- Prelom
- Prerod
- Platana
- Pop Design
- Power Dancers
- Pepel in kri
- Platin
- Prah
- Podgane

## R
- Rendez-Vous
- Rdeči dečki
- RešParD
- Ritem Planet
- Rok 'n' Band

## S
- Siddharta
- Slon in sadež
- Sestre
- Stereotipi
- Supernova
- Supersoul Connection

## T
- Tabu
- The Twins
- Ansambel Tramontana

## U
- U'redu
- Ultimat
- Unique

## V
- Veter
- Venera
- Victory
- Videosex

## Y
- Yuhubanda

## Z
- Zeus
- Zelena Polja
- Žunja
- Zvita feltna